# サッド・マシーン
「サッド・マシーン」（英: Sad Machine）は、アメリカ合衆国のミュージシャンであるポーター・ロビンソンの楽曲。デビュー・アルバムの『ワールズ』に収録された。「ロボットと人間のデュエット」が楽曲のコンセプトであり、ボーカルにはそれぞれVOCALOID「AVANNA」の声とロビンソン自身の声が用いられている。ロビンソンは楽曲にフィクションとノスタルジアの要素を含めたいと考えていた。音楽評論家はこの楽曲がシンセポップであり、パッション・ピット、M83、シガー・ロスからの影響を受けていると指摘した。
2014年5月13日に『ワールズ』からの2番目のシングルとしてリリースされた。この楽曲は複数のメディアで最高のエレクトロニック・ダンス・ミュージック（EDM）のリストに選出されており、『ヴァイス』は史上最高級のEDMに選んだ。また、『ビルボード』の「ダンス／エレクトロニック・ソングス」のチャートにランクインし、アメリカレコード協会からゴールド認定を受けた。

## 背景と構成
「サッド・マシーン」は、ロビンソンがデビュー・アルバム『ワールズ』のために制作した最後の楽曲である。ロビンソンは、この楽曲はアルバムの成り行きを要約したものであり、アルバムの中で特に気に入っている楽曲であると述べた。
ロビンソンはこの楽曲を「孤独なロボットの少女と人間の少年のデュエット」と表現した。ロビンソンは「どこか悲しく、少しかわいらしく、非現実的で希望に満ちていて、そして多分どことなくフィクションを彷彿とさせる」ようなものを作り上げたいと考えていた。この楽曲ではVOCALOID「AVANNA」がリードボーカルとして使用されている。男性ボーカルはロビンソン自身が担当しており、ロビンソンが自身の声を使用した最初の楽曲にもなっている。『ピッチフォーク』のラリー・フィッツモーリスは、ロビンソンの高音域の声がリードボーカルを非常に効果的に担当していると評した。ロビンソンは、NINTENDO 64や古いPCのゲームを彷彿とさせる間奏が所々にあることで「懐かしく、全体的に幻想的でフィクションっぽい」楽曲に感じられるようになっていると述べた。
『ビルボード』のタティアナ・シリサーノは、「砂糖のように甘いシンセポップの方向へ連れて行ってくれる」楽曲であり、「グリッチで技術的な」要素が『ワールズ』とコンピュータゲームのつながりを表していると記した。『オールミュージック』のアンディ・ケルマンは「素朴なシンセポップの魅力」があると述べた。『ビルボード』のマット・メドヴェドは、この楽曲がアルバムのリード・シングルである「シー・オブ・ヴォイシズ」の雰囲気を保っていると述べた。フィッツモーリスは、ミッドテンポのインストゥルメンタルと「夢想的なメロディ構造」をもっており、『ワールズ』の楽曲の中ではパッション・ピットの「綱渡り的なシンセポップの幻想曲」に似ていると述べ、『コンシークエンス・オブ・サウンド』のデレク・ステイプルズは、この楽曲をパッション・ピットのアルバム『!マナー』と比較した。『ラスベガス・ウィークリー』のマイク・プレヴァットは、M83やシガー・ロスからの影響を受けていると指摘した。『ステレオガム』のクリス・デヴィルは、この楽曲は「M83の星の輝きと、パッション・ピットの非常に活発なシンセポップを足して2で割ったよう」であると述べた。

## リリース
当初、「シー・オブ・ヴォイシズ」の次にアルバムからシングルとしてリリースされる楽曲は「フリッカー」になることが予定されていた。しかし、ロビンソンはその後「サッド・マシーン」を制作し、「次にリリースされる楽曲となる必要がある」としてリリース3日前になってリリースする楽曲を変更することを決めた。ロビンソンによると、「そのようなことをするのはとんでもない悪夢」であり、レーベルに「大混乱」を引き起こしたという。「サッド・マシーン」は2014年5月12日に『FADER』で初公開された。翌日の5月13日にiTunesでリリースされ、ロビンソンは『ワールズ』のリリース日を明らかにした。リリック・ビデオは5月21日に公開された。デオン・カスタムによるリミックス版は、2015年の『ワールズ』のリミックス・アルバムに収録された。

## 評価
『FADER』のダンカン・クーパーは「サッド・マシーン」について「太陽を発見したかのように感じられる」と述べ、AXSのルーカス・ヴィラは、この楽曲は「夢見心地にしてくれる電子音楽の側面」があり、「壮大で荘厳」であると表現した。『Q』のルパート・ハウは、『ワールズ』のレビューで「ディヴィニティ」や「グッドバイ・トゥ・ア・ワールド」とともにこの楽曲の雰囲気を強調した。サミュエル・トルツマンは『スペクトラム・カルチャー』で、このシングルは「心地良い」一方で、まとまりに欠けているとコメントした。
『ビルボード』のマット・メドヴェドは「サッド・マシーン」を2014年のエレクトロニック・ダンス・ミュージック（EDM）のうち3位に選出し、「この年で最もユニークなリリース」と表現した。2015年、『スピン』は2010年代前半で最高のEDMアンセムのランキングで40位に選出した。ハーレー・ブラウンはこの楽曲を「今までで最大級に感情がこもったEDM」と表現し、「美しく、悲しく、舞い上がる、きらきら輝く雲のようなメロディ」が含まれていて、ロビンソンの他の楽曲と比較して「より記憶に残る」と評価した。2017年、『ビルボード』は「サッド・マシーン」をロビンソンの作品で2番目に良い楽曲に挙げた。同年、『ヴァイス』はこの楽曲を史上最高のEDMランキングで7位に選出し、コリン・ジョイスは「ロビンソンの素晴らしさの一端を示している。彼は大量の金属とケイ素に感情を与え、機械を擬人化することができる」と述べた。「サッド・マシーン」は『ビルボード』の「ダンス／エレクトロニック・ソングス」で29位にランクインし、アメリカレコード協会からゴールド認定を受けた。

## チャート
| チャート（2014年）                        | 最高順位 |
| ----------------------------------------- | -------- |
| US Hot Dance/Electronic Songs (Billboard) | 29       |

## 認定
| 国/地域                          | 認定 | 認定/売上数 |
| -------------------------------- | ---- | ----------- |
| アメリカ合衆国 (RIAA)            | Gold | 500,000     |
| 認定のみに基づく売上数と再生回数 |      |             |

## リリース日一覧
| バージョン                   | 国・地域 | 日             | 規格                                  | レーベル           | 出典   |
| ---------------------------- | -------- | -------------- | ------------------------------------- | ------------------ | ------ |
| オリジナル                   | 全世界   | 2014年05月13日 | デジタル・ダウンロード ストリーミング | アストラルワークス | [ 3 ]  |
| デオン・カスタム・リミックス | 全世界   | 2015年10月15日 | デジタル・ダウンロード ストリーミング | アストラルワークス | [ 14 ] |